# Symplocos flos-fragrans
Symplocos flos-fragrans är en tvåhjärtbladig växtart som beskrevs av M.L. Chaparro. Symplocos flos-fragrans ingår i släktet Symplocos och familjen Symplocaceae. Inga underarter finns listade i Catalogue of Life.